# São Geraldo da Piedade
São Geraldo da Piedade este un oraș în Minas Gerais (MG), Brazilia.